# Marea Lojă Națională Română 1880
Marea Lojă Națională Română 1880 (MLNR 1880) a fost fondată pe 8 septembrie 1880 sub numele de Marea Lojă Națională Română, de către căpitanul Constantin Moroiu.
Până la Primul Război Mondial, sub Marea Jurisdicție Masonică a Marii Loji se aflau 27 de Loji Simbolice.
În anul 1923, a fost instalat Supremul Consiliu pentru România, iar în 1929 Marea Lojă era compusă din 39 de Loji.
Tot în același an 1929, Lojile Transilvănene de Rit Sfântul Ioan se integrau în Marea Jurisdicție Masonică a Marii Loji Naționale din România.
În 1930, în Marea Lojă erau înregistrate 58 de Loji compuse din 2.793 liberi și acceptați masoni. În raportul prezentat în același an, Marea Lojă Națională din România informa asupra faptului că sunt menținute relații de fraternitate cu Marile Loji din Canada, Cehoslovacia, Iugoslavia, Bulgaria, Grecia, Portugalia, Turcia, Columbia, Ecuador, Venezuela, Brazilia, Chile, Argentina, El Salvador, S.U.A. (District of Colombia, Michigan și Iowa).
La data de 5 iunie 1930, Marea Lojă Unită a Angliei recunoștea regularitatea Marii Loji Naționale, condusă de Alteța Sa Principele George Valentin Bibescu.
La 12 iulie 1935 Marea Lojă a primit personalitate juridică și a lucrat în Ritul Scoțian Antic și Acceptat. 
Francmasoneria fiind interzisă în perioada comunistă, între 1948 și 1990, Marea Lojă Națională Română și-a deschis atelierele în exil, fiind primită de Marea Lojă a Franței (Grande Loge de France), rue Puteaux, la Paris.
Condusă de Suveranul Mare Comandor Mare Maestru Marcel Schapira, aceasta a fost singură reprezentantă a Masoneriei Române în exil.
Pe 7 mai 1993 Supremul Consiliu pentru România și Marea Lojă Națională Romana se întorc din exil în România din Franta, redeschizand lojile la Bucuresti. In acelasi timp, se fondeaza o noua Obedienta - Marea Loja Nationala din Romania, sub obladuirea Marelui Orient al Italiei, condus in acel timp de Giuliano di Bernardo. Aceasta noua Obedienta va avea ca prim Mare Maestru pe Fratele Nicu Filip, care o va parasi anul urmator.
Tot în 1993 a fost înființată, pe filieră italiană, o altă organizație masonică, având același nume: Marea Lojă Națională din România (MLNR), sub obladuirea Marelui Orient al Italiei condus de Marele Maestru Giuliano di Bernardo.
În martie 1996 sunt incluse 12 noi loji transilvănene, desprinse din noul MLNR, vin sub jurisdicția Marii Loji revenite din exil și se votează de către membrii în Convent, adăugarea cuvântului Unită în numele oficial al Marii Loji. De la acea dată, Marea Lojă Națională Romana devine cunoscută sub numele de Marea Lojă Națională Unită din România (MLNUR). pentru a se deosebi de Marea Loja Nationala din Romania.
Mare Maestru a fost ales Titus Nicoară.
În 2001, o parte a MLNUR, condusă de Eugen Ovidiu Chirovici, s-a unit cu noul MLNR, dorind să unifice masoneria regulară recunoscută.
În 2002, din MLNUR s-a desprins o altă grupare, care a format Marea Lojă a Transilvaniei.
In 28 martie 2008 Marea Loja Nationala Unita din Romania il alege in unanimitate pe Generalul Bartolomeu Constantin Savoiu ca Mare Maestru in unanimitate. In septembrie 2008 o grupare dizidenta compusa din Liviu Manecan, D. Manu si teleghidata de Anca Nicolescu si Andre Szakvary organizeaza un asa-zis Convent de 15 persoane care il aleg ca asa-zis Mare Maestru pe Liviu Manecan. In acelasi moment, Congresul MLNUR cu prezenta a 60 de delegati atestati de notar, prezente fiind personalitati eminente, ca fostul Ministru, Acad. Razvan Theodorescu si fostul Ministru Victor Babiuc reconfirma ca Mare Maestru pe Generalul Bartolomeu Constantin Savoiu.
În ianuarie 2009 s-a încercat divizarea organizației, de către Anca Nicolescu si Andre Szakvary, care au înființat o organizație separată.
Marea Loja Nationala Unita condusa de Generalul Bartolomeu Constantin Savoiu si grupul dizident au ajuns în instanță, grupul separatist pierzând procesul in 2014.
În anul 2010, din MLNUR este redenumită în Marea Lojă Națională Română 1880 (MLNR 1880), iar Generalul Bartolomeu Constantin Savoiu este reales.
In 2012 Supremul Consiliu pentru Romania care fusese instalat in anii 2008 de Prea Ilustrul si Prea Puternicul Suveran Mare Comandor Mare Maestru Marcel Schapira, liderul Masoneriei romane din exil, care il desemnase ca mostenitorul sau spiritual pe Generalul Bartolomeu Savoiu, il alege ca Suveran Mare Comandor si il proclama pe Horia Nestorescu-Balcesti ca Suveran Mare Comandor de Onoare.
În luna iunie 2013, la București, sub impulsul Marii Loji Naționale Române 1880, condusa de Generalul Bartolomeu Constantin Savoiu, s-a semnat Actul de creare al Uniunii Mondiale Masonice Tradiționale, care regrupează în prezent peste 30 de Obediențe, fidele tradiției, credinței în Dumnezeu.
Personalități de seamă precum Constantin Moroiu, Mihail Kogălniceanu, Titu Maiorescu, Alexandru Vaida-Voievod, Principele George Valentin Bibescu, Ioan Pangal, Mihail Sadoveanu, Alexandru Paleologu și membrii de onoare precum Regele Edward al VII-lea al Angliei, Frederic Wilhelm al II-lea al Prusiei, regele Oscar al II-lea al Suediei, regele Frederic Wilhelm I al Prusiei, Albert Pike și alții au adus referințe istorice Marii Loji Naționale Romane 1880.
În prezent, MLNR 1880 menține relații fraterne cu Mari Loji din Europa,  America de Nord, America Centrală, America de Sud, Turcia, Liban, Africa și Asia.
Actualmente Suveranul Mare Comandor Mare Maestru al Marii Loji Nationale Romane 1880 este Generalul Bartolomeu Constantin Savoiu, reales in 2020.